# Opus Prize
Der Opus Prize ist eine internationale Auszeichnung, der Catholic University of America, für glaubensbasierte humanitäre Hilfe, verliehen von der Opus Prize Foundation in den USA. Seit 2004 erhält jährlich ein Preisträger ein Preisgeld von 1 Million US-Dollar, seit 2005 erhalten auch zwei Finalisten je 100.000 US-Dollar.
Der Preis soll stille Helden jeder Glaubensrichtung auszeichnen, die in einer Verbindung von unternehmerischen Denken und treuem Glauben Lösungen finden für die großen sozialen Probleme wie Armut, Analphabetismus, Hunger, Krankheiten und Ungerechtigkeit.
Der Preis wird vergeben von der Stiftung Opus Prize Foundation. Als gemeinnützige und unabhängige Stiftung wurde sie im Jahr 1994 vom Gründer der Opus Corporation in den USA gegründet. Für die Auswahl der Preisträger und Finalisten sowie der Organisation der Preisverleihung wählt die Stiftung Universitäten als Partner. Eine öffentlich bekanntgegebene Jury wird für jedes Jahr berufen.

## Preisträger und Finalisten
- 2004:
  - Preisträger: Richard Albert, Helping Hands for the Poor, Inc., Jamaika
- 2005:
  - Preisträger: Trevor Miranda, S.J., Reach Education Action Programme (REAP), Indien
  - Finalist: Juliana Akinyi Otieno, Kenia[2][3]
  - Finalist: William Wasson, Nuestros Pequeños Hermanos, Mexiko[2][3]
- 2006:
  - Preisträger: Zilda Arns, Pastoral da Criança, Brasilien
  - Finalist: Ann Kendrick, Office for Farmworker Ministry, USA[2][3]
  - Finalist: John Foley, Cristo Rey Network, USA[2][3]
- 2007:
  - Preisträger: Stan Goetschalckx, AHADI International Institute, Tanzania
  - Finalist: John Adams, So Others Might Eat (SOME), USA[2][3]
  - Finalist: Norberto Carcellar, Homeless People’s Federation Philippines, Philippinen[2][3]
- 2008:
  - Preisträger: Marguerite „Maggy“ Barankitse, Maison Shalom, Burundi
  - Finalist: Michael Woodard, Jubilee House Community & Center for the Development of Central America (CDCA), Nicaragua[2][3]
  - Finalist: Krishnammal Jagannathan, Land for Tillers’ Freedom (LAFTI), Indien[2][3]
- 2009:
  - Preisträger: Aïcha Ech-Chenna, Association Solidarité Féminine, Marokko
  - Finalist: Valeriana García-Martín, Asociación Hogares Luz y Vida, Kolumbien[2][3]
  - Finalist: Hans Stapel, Fazenda da Esperança, Brasilien[2][3]
- 2010
  - Beatrice Chipeta, R.S., director of the Lusubilo Orphan Care Project in Malawi and
  - John Halligan, S.J., founder of the Working Boys’ Center (WBC) in Quito, Ecuador won the joint prize of 1 million for 2010
- 2011
  - Finalist: Rita Pessoa, Association of Small Rural Producers of Jacera, Brasilien[2][3]
  - Finalist: Gregory Boyle, Homeboy Industries, USA[2][3]
- 2012
  - Finalist: Segundo Velasquez, Mano a Mano, Bolivien[2][3]
  - Finalist: Leonora Mol, Atelie de Ideias, Brasilien[2][3]
- 2013
  - Finalist: Fahmina Institution, Indonesien[2][3]
  - Finalist: Carol Keehan, Catholic Health Association, USA[2][3]
- 2014
  - Finalist: Gollapalli Israel, Janodayam Social Education Centre, Indien[2][3]
  - Finalist: Joe Maier, Mercy Centre Human Development Foundation, Thailand[2][3]
- 2016
  - Finalist: Anne Jordan, PBVM, Cana Communities, Australia[2][3]
  - Finalist: Peter Balleis, SJ, Jesuit Worldwide Learning, Schweiz[2][3]
- 2017
  - Finalist: Dr. Jason Reinking und Dr. Noha Aboelata, Roots Community Health Center, USA[2][3]
  - Finalist: Stan Terese Mumuni, Nazareth Home for God’s Children, Ghana[2][3]
- 2018
  - Finalist: Jose Antonio Patron Quispe und Rev. Daniel Panchot, CSC, Yancana Huasy, Peru[2][3]
  - Finalist: Daniel Victor und Avitha Victor, Agape Rehabilitation Centre, Indien[2][3]
- 2019
  - Finalist: Br. Charles Nuwagaba, Bannakaroli Brothers of St. Charles Lwanga, Kenia[2][3]
  - Finalist: Michael Fernandez-Frey, Caras Con Causa, Puerto Rico[2][3]
- 2021
  - Finalist: Kino Grenz-Initiative, Sean Carroll, The missionary sisters of the eucharist, Mexiko[2][3]
  - Finalist: Fe Y Alegría, In honor of Noelbis Aguilar, Venezuela[2][3]
- 2022
  - Preisträger: Community Renewal International in honor of Mack McCarter, USA[4]
  - Finalist: Interfaith Mediation Centre, In honor of Imam Muhammad Nurayn Ashafa and Pastor James Movel Wuye, Nigerien[2][3]
  - Finalist: Damien House, Inc. In honor of Sr. Annie Credidio, Ecuador[2][3]
- 2023
  - Finalist: Catholic Partnership Schools, In honor of Jameka Walker, USA[2][3]
  - Finalist: International Cancer Care and Research Excellence Foundation, In honor of Kristin Schroeder, MD, MPH, Tansania[2][3]
- 2024
  - Finalist: Jesuit Refugee Service (JRS) In honor of CĂTĂLIN & BIANCA ALBU, Rumänien[2][3]
  - Finalist: Thrive for Life Prison Project In honor of Fr. Zachariah Presutti, SJ, USA[2][3]